# Вулиця Галини Петрової (Миколаїв)

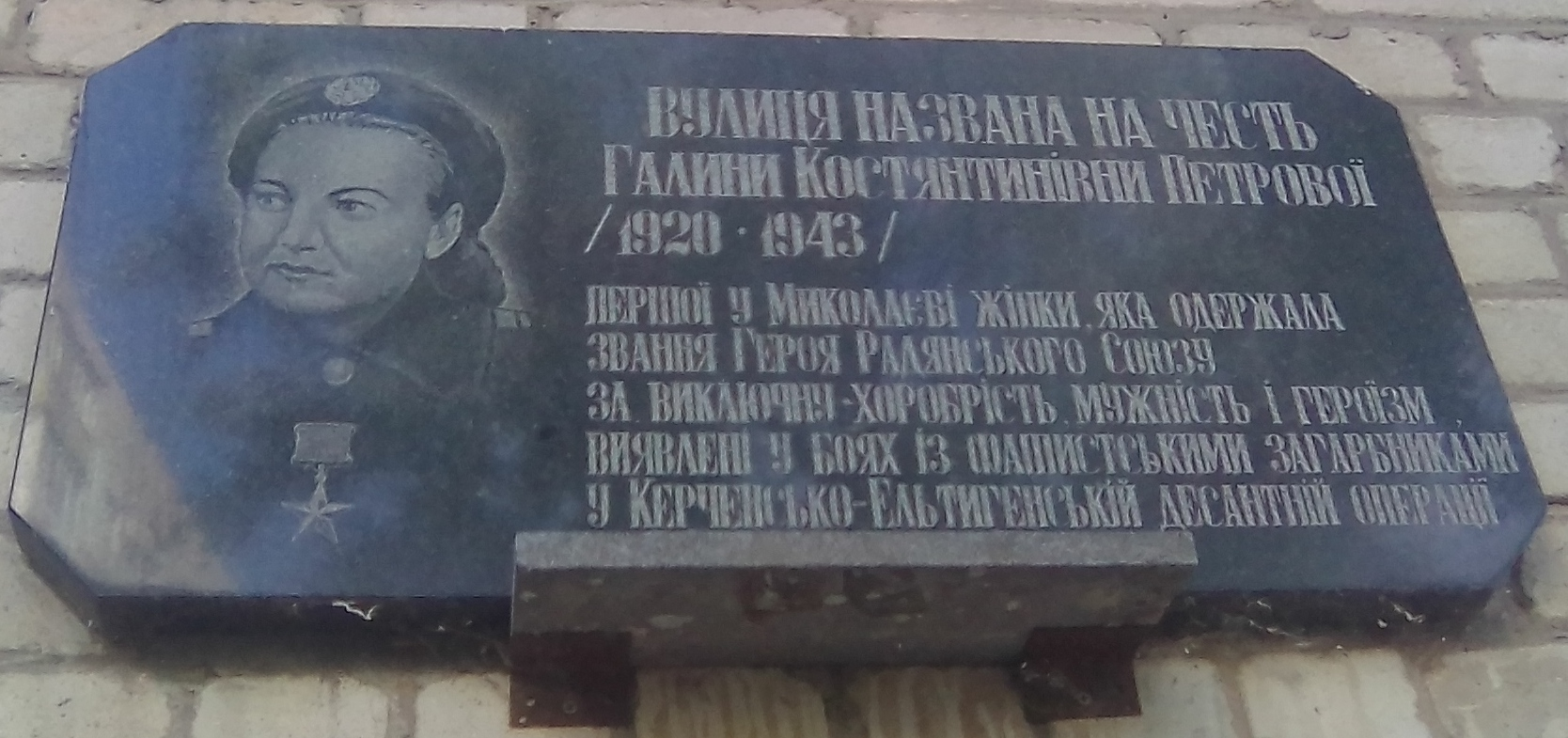
Анотаційна дошка.

Вулиця Галини Петрової — одна з вулиць у Миколаєві проходить від вулиці Бузника до вулиці Робочої, одна з найкоротших вулиць міста. Вулиця названа на честь Галини Костянтинівни Петрової (1920—1943) — Героя Радянського Союзу. Колишня назва — вулиця 1-ша Поперечна.
На будинку № 1 у 1986 році встановлено анотаційну дошку з фотографією Галини Петрової та коротким описом її подвигу (автор — скульптор Ганна Ковальчук).